# Mohamed Abdullahi Mohamed
Mohamed Abdullahi Mohamed "Farmajo" (Mogadíscio, 5 de maio de 1962) é um diplomata, professor e político somali, presidente de Somália de 2017 a 2022. Foi primeiro ministro do país em novembro de 2010 até junho de 2011 e é o fundador e presidente do Partido Político de Tayo. Tornou-se o presidente de Somália após ter ganhado a eleição presidencial de 2017 com 184 votos de um total de 328 no parlamento somali.